# Барбоза Тоцци, Умберто
Умбе́рто Барбо́за То́цци (порт.-браз. Humberto Barbosa Tozzi; 4 февраля 1934, Сан-Жуан-ди-Мерити, Рио-де-Жанейро — 17 апреля 1980, Рио-де-Жанейро) — бразильский футболист итальянского происхождения, нападающий.

## Карьера
Тоцци начал карьеру в клубе «Сан-Кристован», во время игры за «Кристован», Тоцци был вызван в сборную Бразилии, которая поехала на Олимпиаду в Хельсинки и в её составе Тоцци провёл 3 матча, забив 2 гола. В 1953 году он перешёл в клуб «Палмейрас» и в первом же чемпионате Сан-Паулу забил 22 гола, став лучшим бомбардиром команды, а через год забил 36 мячей, после чего Тоцци был вызван в сборную Бразилии и поехал с командой на чемпионат мира, где провёл один матч с Венгрией, в котором был удалён с поля за прыжок двумя ногами в противника.
В 1956 году Тоцци, имевший итальянские корни, уехал на Апеннины в купивший его футбольный клуб «Лацио» президентом которого был Тессароло Константино. 16 ноября Тоцци дебютировал в составе клуба в матче с «Миланом» и провёл сезон на достаточно хорошем уровне, забив 9 мячей в 19-ти матчах, а через год забил лишь 7 мячей в чемпионате, но при этом в матчах кубка Италии отличился 10 раз в 9 матчах, и во многом, благодаря этому, «Лацио» выиграл кубок страны. Всего за клуб он провёл 92 матча (32 гола) и чемпионате и 11 (12 голов) в кубке страны. Во все годы пребывания Тоцци в Италии, он являлся одним из самых скандальных игроков, особенно когда это касалось тяжелых итальянских тренировочных методик, рассчитанных на физически крепких людей, которые Тоцци не понимал и не принимал, споря с главными тренерами клуба, а из-за своих часто немотивированных вспышек гнева — и с товарищами по команде. Тоцци часто опаздывал на тренировки и, ко всему этому, регулярно заболевал. К тому же Умберто любил «сорить» деньгами и вести разгульный образ жизни.
В сезоне 1959—1960 Тоцци получил тяжелую травму, ходили слухи, что она связана с венерической болезнью, которой заразился Умберто, При этом «Лацио» вылетел в серию В, так что команда решила продать игрока клубу «Торино» за 36 млн лир, но не подписав ещё контракт, Тоцци уехал в Бразилию и больше оттуда не возвращался. Он перешёл в «Палмейрас», за который провёл ещё 2 сезона, выиграв с командой кубок Бразилии и проведя за клуб, в общей сложности, 135 игр (86 побед, 21 ничьих и 28 поражений), в которых отличился 126 раз. А затем выступал за «Флуминенсе» и «Португеза Деспортос».
Умберто Тоцци скончался в 1980 году в нищете в Рио-де-Жанейро. В 1995 году, в память о игроке, «Лацио» провёл благотворительный товарищеский матч в Бразилии против клуба «Гуарани».

## Достижения

### Командные
- Чемпион Бразилии (1): 1960
- Обладатель Кубка О’Хиггинса: 1955
- Обладатель кубка Освалдо Круза: 1955
- Обладатель кубка Италии: 1958

### Личные
- Лучший бомбардир чемпионата штата Сан-Паулу: 1953 (22 гола), 1954 (36 голов)